# Green Park
Green Park (oficialmente The Green Park) es uno de los Parques Reales de Londres. Tiene una superficie de 19 hectáreas, y se encuentra entre Hyde Park y St. James’s Park. Los tres, junto con Kensington Gardens y los jardines del Palacio de Buckingham, forman un espacio abierto casi continuo que va desde Whitehall y la estación Victoria hasta Kensington y Notting Hill.
A diferencia de sus vecinos, Green Park carece de lagos, edificios y monumentos, contando sólo con el "Canadá Memorial" de Pierre Granche, la fuente Constance Fund y el RAF Bomber Command Memorial, inaugurado en 2012.
El parque está formado casi enteramente por árboles maduros que se alzan sobre el césped; las únicas flores son narcisos naturalizados. Por el sur limita con Constitution Hill, al este con el peatonal Queen's Walk, y al norte con Piccadilly. Se encuentra con St. James's Park en Queen's Gardens con el Victoria Memorial en su centro, al lado opuesto a la entrada al palacio de Buckingham. Al sur está la avenida ceremonial de the Mall, y los edificios del Palacio de St. James y Clarence House sobresalen por encima del parque por el este. La estación de Green Park es un punto de intercambio importante que se encuentra en las líneas de Piccadilly, Victoria y Jubilee cerca del extremo norte de Queen's Walk.

## Historia
Se dice que el parque, al principio, era un lugar de enterramiento pantanoso, para los leprosos del cercano hospital de St James's. Fue cerrado por vez primera en el siglo XVI, cuando formó parte de la finca de la familia Poulteney. En 1668 una zona de la finca Poulteney conocida como Sandpit Field fue entregada a Carlos II, quien convirtió el grueso del terreno en un parque real, como "Parque de St James's Superior" y cerrado con un muro de ladrillos. Diseñó los principales caminos del parque y construyó una icehouse que le proporcionara hielo para enfriar bebidas en verano.
El Queen's Walk fue diseñado para la reina de Jorge II, Carolina; llevaba al depósito que almacenaba agua potable para el Palacio de St. James, llamado la Queen's Basin.
En aquella época, el parque quedaba a las afueras de Londres, y siguió siendo una zona aislada hasta bien entrado el siglo XVIII, cuando era conocido como lugar de bandoleros y ladrones; Horace Walpole fue uno de los muchos a quienes robaron aquí.  Fue un lugar popular para ascensos en globo y fuegos artificiales en los siglos XVIII y XIX. La Música para los reales fuegos de artificio de Händel fue compuesta específicamente para una fiesta de este tipo celebrada en Green Park en 1749. El parque también fue conocido como un frecuente lugar de duelos; uno particularmente destacado fue el acaecido en 1730 entre William Pulteney, primer conde de Bath, y John Hervey, primer conde de Bristol.
El arquitecto John Nash planificó el paisaje del parque en 1820, como una extensión de St. James’s Park.
Cerca de este parque se produjo el intento de asesinato de la reina Victoria por Edward Oxford el 10 de junio de 1840.
Hay oficinas del gobierno y corredores que lo unen con los palacios reales, bajo la parte este del Green Park, que continúa hacia el sur. Son fácilmente visibles en los límites entre Green Park y St. James’s Park, con los techos de cristal justo bajo el nivel del suelo. Se cree que estas habitaciones fueron convertidas a partir de los túneles construidos como parte de las Churchill War Rooms de la Segunda Guerra Mundial.
Por debajo de Green Park aún corre el riachuelo Tyburn.

## Galería

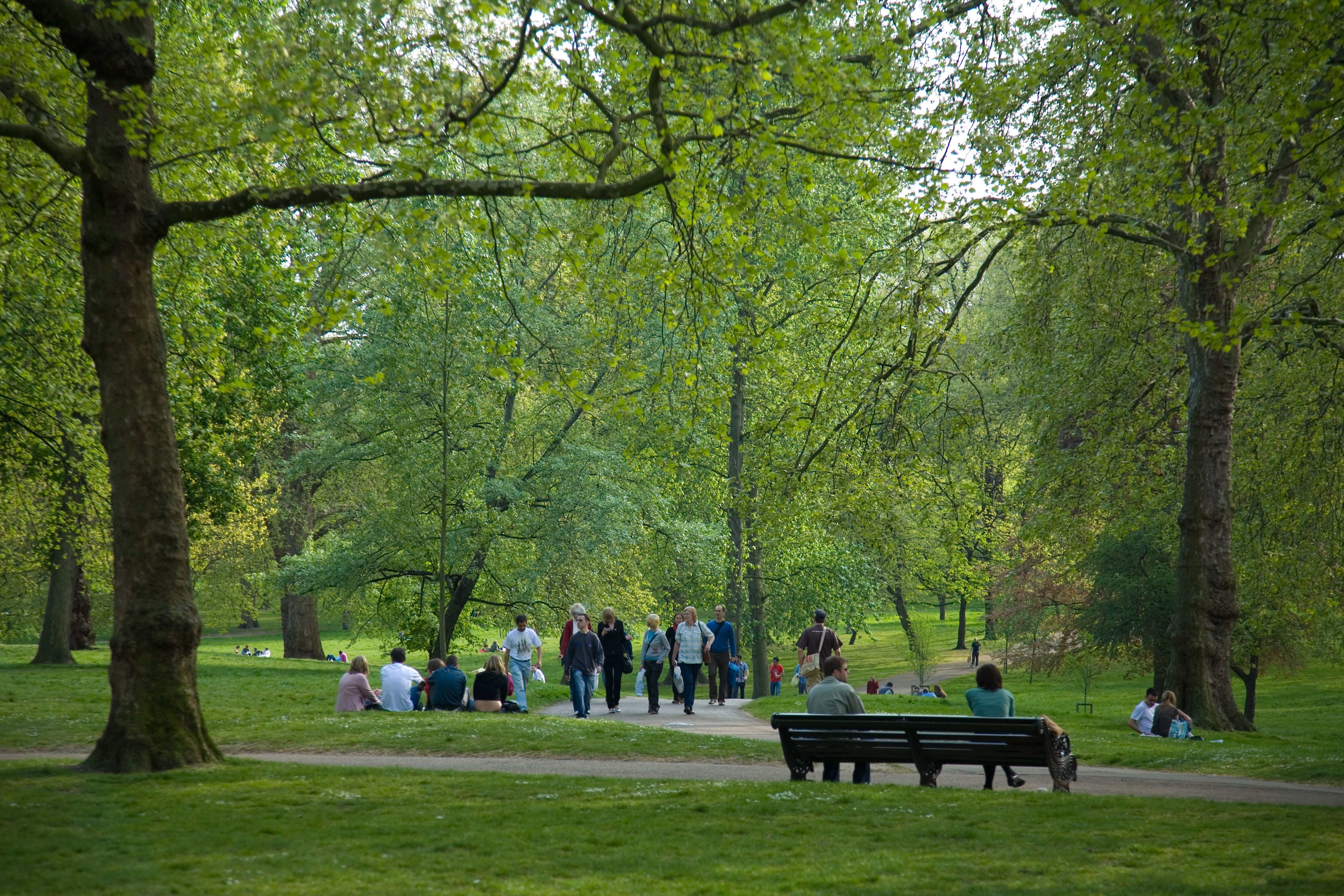
Green Park en primavera
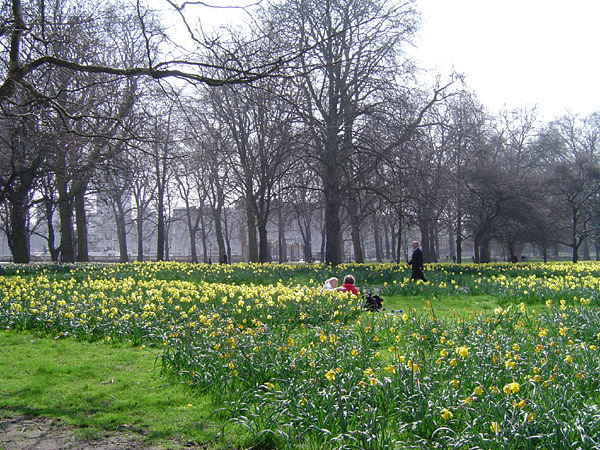
Green Park, Londres
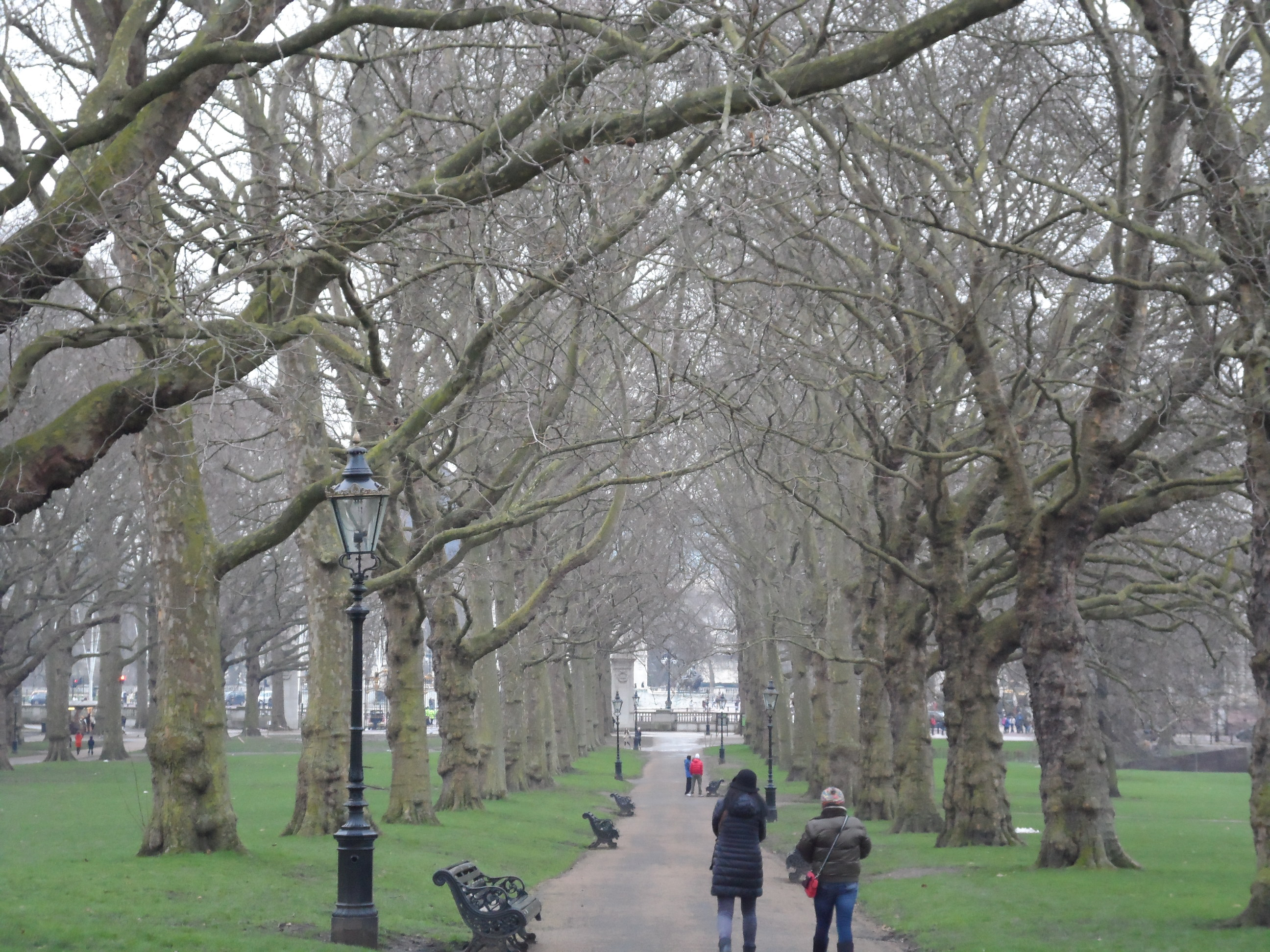
Camino en Green Park